# Список томів манґи «Gantz»
Gantz спочатку виник як манґа, що публікувалася в японському журналі Young Jump. Всього було створено 383 розділів зібраних у 37 томів, які розійшлися тиражом понад 20 мільйонів копій. Gantz є однією із популярніших манґ для дорослих, в Японії і за її межами. Тільки в США було продано більш ніж 190 000 копій. Манґа відрізняється детальністю опрацювання і гостротою сюжету, що частково пов'язане з технікою малюнка, що об'єднала CG-фони з персонажами, виконаними пером. Характерною рисою Gantz є реалізм. В історії з'являються безліч персонажів, але тривалість їх життя і їх збереження ніяк не залежать від їх важливості для сюжету. Цей реалізм також диктує відсутність будь-якої цензури, через що манґа не рекомендована вразливим людям. На відміну від аніме-версії, манґа йде в напрямку наукової фантастики, що робить варіанти абсолютно різними за духом творами.
В Європі манґа вперше було видано в Італії, 21 березня 2002 року видавництвом «Planet Manga». Потім восени того ж року в Іспанії(Glénat) та Франції(Tonkam). Крім того, видавництво «Planet Manga» почало видавати Gantz в Німеччині(лютий 2003) та Бразилії(11 липня 2007). В Північній Америці манґу перекладає та випускає видавництво «Grupo Editorial Vid»(Мексика) та Dark Horse Comics (США), з 2007 та 2008 років відповідно. Крім того, в Тайвані почало виходити з 23 липня 2002. З 2013 року друкується в Україні видавництвом Rise Manga, на лютий 2015 було видано три томи.

## Список томів

### Том 1-20
| - 001 Інцидент (ある事故) - 002 Загадкова кімната (不可解な部屋) - 003 Оголена дівчина — самогубець (裸の自殺少女) - 004 Накази чорної кулі (黒球の指令) - 005 Ілюзія правди (イリュージョン) - 006 Зустріч з цибуляним прибульцем (ねぎ星人との遭遇) - 007 Дисгармонія (非予定調和) - 008 Бійня! (惨殺) - 009 Тест Ейхмана (アイヒマンテスト) - 010 Лють (激憤) |

| - 011 Всі померли (全員死亡) - 012 Ілюзія і реальність (催眠と覚醒) - 013 Очі (眼) - 014 Хоробрий (怖いもの知らず) - 015 Стрибай або помри (跳躍か死か) - 016 Перетворення плоті (肉体の変貌) - 017 Постріл (発弾) - 018 Умови виживання (生還の条件) - 019 Ганц (ガンツ) - 020 Бали (採点) - 021 Копії (コピー人間) - 022 Клони (重複) |

| - 023 Будні (日常) - 024 Боротьба (強力) - 025 Щасливчик (ラッキーな男) - 026 Улюбленець (愛玩動物) - 027 Родинні зв'язки (潜在能力) - 028 Повтор (再送) - 029 Зоку (族) - 030 Дорога в нікуди (路上消失) - 031 Не пояснити і не зрозуміти (解説不可能意味不明) - 032 Забутий костюм (忘れ物) - 033 Шаленство (集団狂気) - 034 Прибулець Танака (田中さん) |

| - 035 Співоча пташка (歌声) - 036 Обман (まやかしもの) - 037 Невиправність (機能不全) - 038 Мисливець чи здобич (いけにえ) - 039 Ворог під водою (潜行の魔手) - 040 Необережність (警告無視) - 041 Птах (鳥) - 042 Правила гри (情報錯綜) - 043 Несподіванка (予想外の展開) - 044 Прибулець (田中の群) - 045 Подруга, дій! (ろりろり) - 046 Дім нічних привидів (アパートの奥) |

| - 047 Резонанс (共鳴) - 048 Бос (親玉) - 049 Хитрий хід (奇策) - 050 Руйнування (崩落) - 051 Захоплення (捕獲) - 052 Слабка точка (弱点) - 053 Оманливий спокій (偽りの平穏) - 054 Нещасливий і самотній (不信不快) - 055 Нова зброя Тетсу (裸の王様) - 056 Нові учасники (新参者) - 057 Священник (説法者) - 058 Відчай" (絶望) |

| - 059 Секс (セックス) - 060 Лідер (案内人) - 061 Ворота (門) - 062 Сатуї (仁王立ち) - 063 Долоні (掌) - 064 Прорив (突破口) - 065 Безжалісний (慈悲欠落) - 066 Поле битви (扇情の戦場) - 067 Монстри в кожному з нас (破壊の僕) - 068 Гнів богів (外道降臨) - 069 Невдача (窮鼠) - 070 Відчуття переваги (選民意識) |

| - 071 Обличчя Будди (仏の顔も) - 072 Обійми смерті (死の大饗) - 073 Оскал (魔弾の射手) - 074 Кроваве місиво (劇殺) - 075 Межа (限界) - 076 Останній поцілунок (死の接吻) - 077 Зізнання (告白) - 078 Сльози (慟哭) - 079 Прохання (諦念) - 080 Спалах (破裂) - 081 Жорстокі слова (冷たい言葉) - 082 Сутичка (背水の女) |

| - 083 Смерть (無力) - 084 Фактор несподіванки (奇襲失敗) - 085 Людська мова (人語) - 086 Розмова (コミュニケーション) - 087 Обличчя ворога (本体) - 088 Ціна перемоги (意思の勝利) - 089 Брати (弟) - 090 Самотність (孤独) - 091 Сексуальне переслідування(ナンパ) - 092 Новачок (転校生) - 093 Кімната чорної кулі (黒い球の部屋) - 094 Кей Куроно (ろのけい) |

| - 095 Довгий стрибок (幅跳び) - 096 Достукатися до небес (空中活劇) - 097 Здатність спустити гачок (呵責) - 098 В пастці (嬲り者) - 099 Без рук (錯乱) - 100 Часовий ліміт (タイムリミット) - 101 Гра в життя (人生ゲーム) - 102 Маскарад в червоних тонах (学級崩壊) - 103 Дежавю (恍惚>不安) - 104 Правосуддя (正義) - 105 Складна мішень (最後の餌食) - 106 Надбання громади (存在の発覚) |

| - 107 Знищення (殲滅) - 108 Свобода (なりゆき) - 109 Самогубство (自殺志願) - 110 Надлюдина (超常現象) - 111 Навчання (体得) - 112 Насилля (虐めの現場) - 113 Вбивство (殺人) - 114 Попит (訊問) - 115 Людина з Хакати (博多から来た男) - 116 Чемпіон світу (世界戦) - 117 Майстер-самоучка (裏番) - 118 Добра душа (恋人) |

| - 119 Нічна зміна (真夜中の教室) - 120 Заздрість (羨望と嫉妬) - 121 Обличчя під маскою (仮面の男) - 122 Ранок біди (犯行の朝) - 123 Сіндзюку в 10:00 ранку (新宿午前十時) - 124 Кривава неділя (新宿大虐殺) - 125 Товпа (歩行者天国) - 126 Беззбройний (徒手空拳) - 127 Біль (漢) - 128 Спокута (贖い) - 129 Зупиняючи кулі (師の死) - 130 Смертний гнів (憤死) |

| - 131 Розминулися (すれ違い) - 132 Протистояння (対峙) - 133 Швидкий і мертвий (ハイヌーン) - 134 Шанс (ぎりちょん) - 135 Нове правило (新ルール) - 136 Парк Юрського періоду (ジュラシック) - 137 Виживе сильніший (弱肉強食) - 138 Динозавр (カンサイ) - 139 Меч (剣) - 140 Вівісекція (両断) - 141 Здобич (捕食) - 142 Супермен (スーパーマン) |

| - 143 Батьківські плечі (父の背中) - 144 Рик (咆哮) - 145 Канібалізм (共食い) - 146 Жага до життя (生きる力) - 147 Мандрівники (迷コンビ) - 148 Аварія (落車) - 149 Натхнення (鼓舞) - 150 Лідер (リーダー) - 151 Масове вбивство (同時多殺) - 152 Неминучість (回避不可能) - 153 Наживка (囮) - 154 Помилка в розрахунках (情) |

| - 155 Динозаври на волі (恐竜大行進) - 156 Раптова смерть (不意打ち) - 157 Сотні очей (百眼) - 158 Люди в чорному (黒服) - 159 Зустріч (邂逅) - 160 Старик (唯一人) - 161 Об'єднання (再会) - 162 Невдачник (昼行灯) - 163 Темний семінар (セミナー) - 164 Сібуя в 17:00 (渋谷で5時) - 165 Ураган (旋風) - 166 Клики (歯) |

| - 167 Невразливий (死亡遊戯) - 168 Телефоний дзвінок (テレフォンショッキング) - 169 Зустріч (狭間) - 170 Окремо (別離) - 171 Спогади (残像) - 172 Обійми (抱擁) - 173 Невидимий (透明) - 174 Протистояння (標的) - 175 Знову разом (再会) - 176 Втікачі (逃走) - 177 Правда (真相吐露) - 178 Розкіл (分裂)) |

| - 179 Невловимий (無軌道) - 180 Вбивство (対人攻撃) - 181 Зона місії (エリア) - 182 Кров на руках (人殺し) - 183 Плівка (銀鉛フィルム) - 184 Зникнення (消失) - 185 Якщо набрати 100 балів (100点めにゅ~) - 186 Подарунок (プレゼント) - 187 Розслідування (捜査) - 188 Покарання (成敗) - 189 Мускул Райдер (きんにくらいだー) - 190 Переодягнення (生着替え) |

| - 191 Вони знають (周知) - 192 Побічний збиток (公衆の面前) - 193 Демон (オニは外) - 194 Вулична бійка (市街戦) - 195 Пекло (燃焼系) - 196 Зміна позицій (転位) - 197 Ближній бій (接近勝負) - 198 Боягуз (チキン野郎) - 199 Метаморф (不定形) - 200 Гок-кун (ゴックン) - 201 Смертельна рвота (殺人嘔吐) - 202 Оживший герой (願いから生まれた男) |

| - 203 Кулаки (ゲンコツ) - 204 Скеля (スイングロック) - 205 Гідний супротивник (好敵手) - 206 Затишшя перед бурею (嵐の前) - 207 Ціна людського життя (血風録) - 208 Володар блискавок (カミナリサマ) - 209 Заява про геноцит (人類撲滅宣言) - 210 Відчайдушна атака (一撃必死) - 211 Зображення в його голові (見えているモノ) - 212 Зусилля марні (だめじゃん) - 213 Критичний удар (飛び斬り) - 214 Синхроність (シンクロニシティ) |

| - 215 Перемога" (歓喜のパトス) - 216 100 балів (100点…) - 217 Як користуватися свободою (自由の使い方) - 218 Повернення (カムバック) - 219 Третій (3人目の生還者) - 220 Номер 1 (いちばん) - 221 Прощання (おつかれさま) - 222 Старший брат і молодший брат (兄と弟) - 223 Уривки спогадів (消せない残滓) - 224 Порожнеча в моїй душі (ラブリーストーカー) - 225 Ключ (カギ) - 226 Контракт (コンタクト) |

| - 227 Полювання за сенсацією (ミステリーハンター) - 228 Бійцівський клуб (黒服の食卓) - 229 Витік інформації (流出) - 230 Топор війни (唐竹割り) - 231 Нічні гості (家庭訪問) - 232 Пріоритети(利他的行動) - 233 Прощання (一緒にどっか) - 234 Герой (英雄、俺) - 235 Технології на службі людства (ジャンクパーティー) - 236 Сонячний день (光殺菌) - 237 Полеглий воїн (…ネクストフェイズ) |

### Том 21-37
| - 238 Хотес Самурай (ホストさむらい) - 239 Нунаріхен (ぬらりぴょん) - 240 Дотоборі (ドートンボリ) - 241 Характерний запах (歓喜なる臭気) - 242 Якого дідька? (なんやねん) - 243 Ганцери із Осаки (ウエストサイドストーリー) - 244 Голод (喰いだおれの街) - 245 З усіх сил (強さのラストピース) - 246 Мисливці (狩りと狩られ) - 247 Дешеві життя (チープな命たち) |

| - 248 Просвітлення (死捨悟入) - 249 Мораліст (ギゼンシャ星人) - 250 Три садиста (ドSの3人) - 251 Впертий (ひたむきな男) - 252 Осакці (西の人々) - 253 Вороги і союзники (なにがしそれがし?) - 254 Палець (指一本) - 255 Стратегія перемоги (勝手やネん) - 256 100-бальний бос (100点のヤツ) |

| - 257 Переможці і переможені (やぶれかぶれ) - 258 Хлоп-хлоп (パチパチヘッド) - 259 Пробудження (半覚醒) - 260 Монстри проти спецназу (対自衛隊) - 261 Ліквідація (消滅と消失) - 262 Як блох (ゴキブリなみ) - 263 Смерть є смерть (ありえない死) - 264 Безпорадність (柔よく剛を…) |

| - 265 Пекло для чоловіків (女地獄) - 266 Удар із засідки (伏兵の強襲) - 267 Змушені конкурувати (進退の窮み) - 268 Ті, хто не повернувся додому (還らぬ者) - 269 Чорна броня (究極の黒衣) - 270 Пінг-понг (ピンポン) - 271 Різниця в майстерності (断絶する彼我差) - 272 Геть ярлики (出口と糸口) |

| - 273 Сміх жаху (恐怖の咆吼) - 274 Врукопашну (肉弾ラッシュ) - 275 Захоплення ініціативи (挽回の奇策) - 276 Відповідь питанням на питання (質問に質問) - 277 Стрілець (光からの奇襲) - 278 Фінал. Шанс (闇からの強襲) - 279 Вибір, який має значення (リバイバル) - 280 Прелюдія до руйнування (カタストロフィの序曲) |

| - 281 Гарні спогади (ぬくもりの記憶) - 282 Горді примати (驕れる霊長類) - 283 Падіння в безвихідь(絶望ミーティング) - 284 Завод (工場) - 285 Зв'язок між розумом і сферою (繋がる終焉) - 286 Не приємна увага (歪む想い) - 287 Неприховані знущання (いじめの定義) - 288 Година апокаліпсису (終末の破砕音) - 289 Світовий наступ (強襲する世界) - 290 Неперевірена інформація (藁のような叡智) - 291 Мудрість краси (反逆する美なる偶像) |

| - 292 Інтернаціональна трагедія (多国籍惨劇) - 293 Ціна мужності (勇気の対価) - 294 Завіса (シャットダウン) - 295 Заворушення в команді (蜂群崩壊症候群) - 296 Значення «Кінця» (終わりの意味) - 297 Людина з чорної кулі (黒球の中の胎動) - 298 Кохання і невірний розрахунок (歪む摂理と恋心) - 299 Як влаштувати життя після смерті (永遠のつくりかた) - 300 Старий і темний мудрець (闇の帳の老賢者) - 301 Таємниці розкриваються в особняку (館の中の白日) - 302 Берлінський плуг (伯林のトリックスター) - 303 Проклятий світанок (破滅のデイライト) |

| - 304 Смертельні зорі (シューティングスター) - 305 Здача в полон неможлива (降伏却下) - 306 Руйнівник Токіо (トーキョー・エリミネーター) - 307 Гігаспоруда (ギガ・ストラクチャー) - 308 Зіткнення з невідомим (未知との激突) - 309 Рішучий наступ (決意の火蓋) - 310 Люди, яких даремно врятували (救えた者と零した物) - 311 Скрита надія (ステルスの希望) |

| - 312 Виконання контракту (逆襲の執行) - 313 Втрата контролю (制御の消失) - 314 Агітація (アジテーション) - 315 Зіткнення цивілізацій (文明の衝突) - 316 Туди-сюди (ツイスト アンド ターン) - 317 Миттєвість переваги (刹那の優勢) - 318 У гонитві за долею (猛追する安否) - 319 Розчиняюча життя (剥がされる命) |

| - 320 Сигнал смерті (断末の合図) - 321 Рятівник-збоченець (変質する救済) - 322 Ланцюг жахливих місць (連鎖の最底辺) - 323 Таємниці іншого світу (異界の深奥) - 324 Вибір того в чиїх руках сила (力有る者の選択) - 325 Неочікувана зустріч на виставці (展示された再会) - 326 Іграшкова дівчина (玩具少女) |

| - 327 Наївність в середині паланкіна (駕籠の中の純情) - 328 Трансцендентність (超越) - 329 Поява духа повстання (叛意の集結) - 330 Збір під знаменам повстання (開戦の開始) - 331 Агресія у відповідь (可逆なる侵略) - 332 Ті, хто прийшов за власним бажанням (集積する意志たち) - 333 Межа можливостей (極限の仕様) - 334 Необоротна смерть (非可逆生命) - 335 Надія, яка передається через людей (すれ違う救済) |

| - 336 Кількість і якість життів (命の質と数) - 337 Мир і зрада (和平と背水) - 338 Надія завдає удару у відповідь (迎撃と光明) - 339 На початок ланцюга (連鎖の始まり) - 340 Переміна надія (反転する渇望) - 341 Невдалий відпочинок (爆裂する安息) - 342 З вогню та в полум'я (再生破綻) - 343 Проковтнута наживка (疑似餌の囲い) |

| - 344 Гра життя і смерті (生殺遊戯) - 345 Істина, що ховалася за агресією (攻性の諦観) - 346 Погашене полум'я (消費される燃焼) - 347 Заповнений череп (飽和する頭蓋) - 348 Бурхлива пухлина (暴走する腫瘍) - 349 Побиття немовлят (闘争未満) - 350 Голка в стозі сіна (針ほどの活路) - 351 Прекрасні відчуття (美しき感情) |

| - 352 Зустріч закоханих (逢瀬の交差) - 353 Неочікуваний порятунок (機械仕掛けの神) - 354 Я теж (俺だッて) - 355 Удар у відповідь (強襲する平行) - 356 Заборонена мрія (禁忌の夢) - 357 Коротка пісня кохання (小さな恋のメロディ) - 358 Зламана душа і бездушне тіло (鋼鉄マーチ) - 359 Косоокий тиран (やぶにらみの暴君) |

| - 360 Сповідь і каяття (告白と懺悔) - 361 Бойовий клич (戦線叫叫) - 362 Ефемерна спокута (儚い贖い) - 363 Небесна вежа (空の塔) - 364 Дисонанс Резонансу (不協和の共鳴) - 365 Угода з дияволом (外道ネゴシエイション) - 366 Велика втеча (ザ・グレイト・エスケープ) - 367 Що відчуває герой (英雄の作り方) |

| - 368 Нехтування і визнання (蹂躙と告白) - 369 Час питань (クエスチョンタイム) - 370 Довершений план (パーフェクトプラン) - 371 Доказ людяності (人間の証明) - 372 Куди зникає зникла маса (その質量の行方) - 373 Дуельний кодекс (決闘作法) - 374 Година пік (ラッシュアワー) - 375 Остання перешкода (最後の障壁) |

| - 376 Переможений викликає переможця (敗残者の挑戦状) - 377 Меланхолія Прометея (プロメテウスの憂鬱) - 378 Перед обличчям великої відповідальності (最大荷重の対峙) - 379 Змінюючи відчай на надію (希望と絶望の応酬) - 380 Сяючи щосили (渾身の一閃) - 381 Сходячись у відчаї (収束する諦観) - 382 Миттєва контратака (迅雷の交錯) - 383 Кінець. (最期の終止符) |